# Campionat del Món de motocròs 1972
La temporada de 1972 del Campionat del Món de motocròs fou la 16a edició d'aquest campionat, organitzat per la FIM. El calendari oficial constava de 12 Grans Premis, celebrats entre el 23 d'abril i el 13 d'agost.
Fou aquella temporada quan s'assolí el millor resultat d'un fabricant català en aquest campionat, gràcies al quart lloc final obtingut a la categoria dels 250 cc pel finès Kalevi Vehkonen, que situava la Montesa Cappra com a primera motocicleta europea darrere dues Suzuki i una Yamaha. Més endavant, dos pilots oficials de Bultaco aconseguiren igualar aquest resultat: Jim Pomeroy (1976) i Harry Everts (1977).

## Sistema de puntuació
Barem de puntuació de 1970 a 1972:
| Posició | 1  | 2  | 3  | 4 | 5 | 6 | 7 | 8 | 9 | 10 |
| Punts   | 15 | 12 | 10 | 8 | 6 | 5 | 4 | 3 | 2 | 1  |

| Resultats que computen                         |
| 1/2 + 1 dels GP (cal acabar-hi les 2 mànegues) |

## 500 cc
Roger De Coster guanyà el primer dels seus 5 títols mundials, encetant una època de domini que l'ha fet passar a la història com un dels millors pilots que hi ha hagut mai en aquest esport.

### Grans Premis
| Ronda | Data         | Gran Premi                   | Lloc            | Guanyador          | Equip     | Resultats |
| ----- | ------------ | ---------------------------- | --------------- | ------------------ | --------- | --------- |
| 1     | 23 d'abril   | Gran Premi d'Àustria         | Sittendorf      | Roger De Coster    | Suzuki    | Resultat  |
| 2     | 30 d'abril   | Gran Premi de Suïssa         | Payerne         | Heikki Mikkola     | Husqvarna | Resultat  |
| 3     | 7 de maig    | Gran Premi d'Itàlia          | Pinerolo        | Cancel·lat         | -         | Resultat  |
| 4     | 14 de maig   | Gran Premi de Suècia         | Västerås        | Roger De Coster    | Suzuki    | Resultat  |
| 5     | 24 de maig   | Gran Premi de França         | Corseul         | Paul Friedrichs    | ČZ        | Resultat  |
| 6     | 4 de juny    | Gran Premi de l'URSS         | Poltava         | Roger De Coster    | Suzuki    | Resultat  |
| 7     | 11 de juny   | Gran Premi de Txecoslovàquia | Přerov          | Heikki Mikkola     | Husqvarna | Resultat  |
| 8     | 9 de juliol  | Gran Premi de Gran Bretanya  | Farleigh Castle | Roger De Coster    | Suzuki    | Resultat  |
| 9     | 16 de juliol | Gran Premi d'Alemanya        | Beuern          | Roger De Coster    | Suzuki    | Resultat  |
| 10    | 23 de juliol | Gran Premi de la RDA         | Apolda          | Paul Friedrichs    | CZ        | Resultat  |
| 11    | 6 d'agost    | Gran Premi de Bèlgica        | Namur           | Roger De Coster    | Suzuki    | Resultat  |
| 12    | 13 d'agost   | Gran Premi de Luxemburg      | Ettelbruck      | Jaak van Velthoven | Yamaha    | Resultat  |

### Classificació final

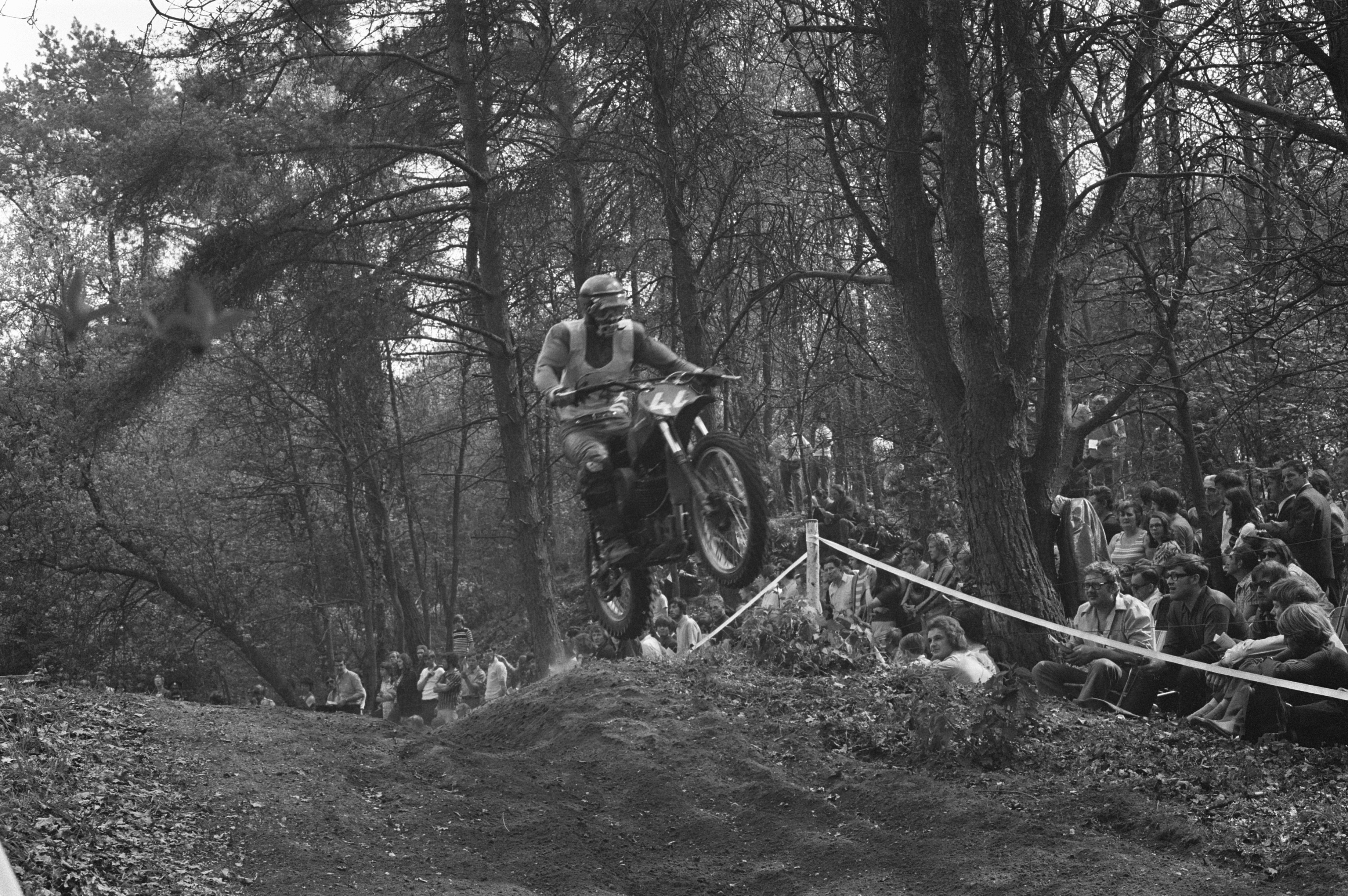
Arne Kring al GP dels Països Baixos de 250cc, disputat a Markelo el 7/5/1972

| Posició | Pilot              | Motocicleta | Punts |
| ------- | ------------------ | ----------- | ----- |
| 1       | Roger De Coster    | Suzuki      | 90    |
| 2       | Paul Friedrichs    | ČZ          | 62    |
| 3       | Heikki Mikkola     | Husqvarna   | 61    |
| 4       | Ake Jonsson        | Maico       | 60    |
| 5       | Jaak Van Velthoven | Yamaha      | 57    |
| 6       | Jiri Stodulka      | ČZ          | 45    |
| 7       | Bengt Aberg        | Husqvarna   | 44    |
| 8       | Adolf Weil         | Maico       | 42    |
| 9       | Willi Bauer        | Maico       | 33    |
| 10      | Gerrit Wolsink     | Husqvarna   | 32    |

## 250 cc

### Grans Premis
| Ronda | Data       | Gran Premi                    | Lloc                 | Guanyador        | Equip  | Resultats |
| ----- | ---------- | ----------------------------- | -------------------- | ---------------- | ------ | --------- |
| 1     | 9 d'abril  | Gran Premi d'Espanya          | Sabadell-Terrassa    | Sylvain Geboers  | Suzuki | Resultat  |
| 2     | 16 d'abril | Gran Premi de França          | Pernes-les-Fontaines | Joël Robert      | Suzuki | Resultat  |
| 3     | 7 de maig  | Gran Premi dels Països Baixos | Markelo              | Joël Robert      | Suzuki | Resultat  |
| 4     | 14 de maig | Gran Premi de Txecoslovàquia  | Holice               | Vladimir Kavinov | ČZ     | Resultat  |
| 5     | 28 de maig | Gran Premi de Iugoslàvia      | Tržič                | Joël Robert      | Suzuki | Resultat  |
| 6     | 4 de juny  | Gran Premi d'Alemanya         | Bielstein            | Joël Robert      | Suzuki | Resultat  |
| 7     | 11 de juny | Gran Premi de Polònia         | Szczecin             | Joël Robert      | Suzuki | Resultat  |
| 8     | 18 de juny | Gran Premi de l'URSS          | Chișinău             | Joël Robert      | Suzuki | Resultat  |
| 9     | 6 d'agost  | Gran Premi de Finlàndia       | Hyvinkää             | Sylvain Geboers  | Suzuki | Resultat  |
| 10    | 13 d'agost | Gran Premi de Suècia          | Huskvarna            | Håkan Andersson  | Yamaha | Resultat  |
| 11    | 20 d'agost | Gran Premi de Gran Bretanya   | Dodington Park       | Jaroslav Falta   | CZ     | Resultat  |
| 12    | 27 d'agost | Gran Premi de Suïssa          | Wohlen               | Håkan Andersson  | Yamaha | Resultat  |

### Classificació final
| Posició | Pilot              | Motocicleta | Punts            |
| ------- | ------------------ | ----------- | ---------------- |
| 1       | Joël Robert        | Suzuki      | 102 net/102 brut |
| 2       | Håkan Andersson    | Yamaha      | 82 net/90 brut   |
| 3       | Sylvain Geboers    | Suzuki      | 62 net/62 brut   |
| 4       | Kalevi Vehkonen    | Montesa     | 54 net/57 brut   |
| 5       | Uno Palm           | Husqvarna   | 53 net/53 brut   |
| 6       | Miroslav Halm      | ČZ          | 45 net/48 brut   |
| 7       | Alexej Kibirine    | ČZ          | 44 net/46 brut   |
| 8       | Arne Kring         | Husqvarna   | 42               |
| 9       | Jaroslav Falta     | ČZ          | 39               |
| 10      | Pavel Rulev        | ČZ/KTM      | 38               |
| 11      | Guennadi Moisséiev | ČZ/KTM      | 38               |

## Resum: Podi final 1972
|           | 500 cc          | 500 cc    | 250 cc          | 250 cc |
| Campió    | Roger De Coster | Suzuki    | Joël Robert     | Suzuki |
| Subcampió | Paul Friedrichs | ČZ        | Håkan Andersson | Yamaha |
| Tercer    | Heikki Mikkola  | Husqvarna | Sylvain Geboers | Suzuki |